# کرم‌های قاشقی
کرم‌های قاشقی زیررده پرتاران از شاخه کرم های حلقوی از فرمانرو جانوران هستند. به این شاخه در زبان علمی ماردُم‌تباران (نام علمی: Echiura) گفته می‌شود. هر چند در گذشته این زیررده را به عنوان یک شاخه مستقل می پنداشتند اما یافته های اخیر حاکی از نیای مشترک آنها با پرتاران دارد. ماردم‌تباران بدنی استوانه‌ای و سوسیس‌مانند دارند که قسمت جلویی آن ماهیچه‌ای و خرطوم‌مانند و برخلاف ماشوره‌تباران ثابت است.